# Robert Greene
Robert Greene (født 11. juli 1558, død 3. september 1592 i London) var en engelsk digter.
Om hans Liv vides kun lidet sikkert; men af hans
Prosafortællinger, der for en Del er selvbiografiske, kan man
slutte sig til det væsentligste. Han studerede
først i Cambridge, senere i Oxford og var i
Mellemtiden paa en Rejse paa Fastlandet, der
bl.a. ogsaa førte ham til Danmark. Han synes
en kort Tid at have været Præst, i hvilket
Tidsrum han giftede sig, men forlod sin Hustru
og rejste til London, hvor han som Skuespiller
og Digter førte et vildt Bohémeliv, snart i
Overflod, snart i Fattigdom, pint af Samvittighedsnag
og fuld af Længsel efter det tidligere, rolige
Landliv. Endelig dør han i den største
Elendighed af en Sygdom, han havde paadraget sig
ved Umaadelighed.
Greene er i senere Tid mest
kendt som dramatisk Digter; i Samtiden
grundede hans Anseelse sig særlig paa hans
Prosafortællinger. Han har skrevet en hel Rk.
saadanne, i Tidens opstyltede eufuistiske Stil; af
disse kan nævnes: Menaphon, Pandosto, der er
Kilden til Shakespeares »Winters Tale«, samt
Neuer too Late, A Groatsworth of Wit, bought
with a Million of Repentances og The
Repentan-ce of Robert Greene, der alle til Dels er
selvbiografiske. I alle disse Fortællinger er der
indstrøet Smaadigte, der viser G. som Lyriker
af høj Rang.
Greenes Dramaer er livlige, undertiden
usammenhængende, de fleste skrevne i
Blankvers, som Marlowe netop den Gang havde bragt
til Anvendelse i Dramaet. Deres Særpræg
mellem Tidens mange dramatiske Værker faar de
ved deres friske Skildring af engelsk Landliv
paa den Tid og deres fine, yndefulde
Kvindeskikkelser. Rækken af dem er følgende:
Orlando Furioso, en Bearbejdelse af Ariosto;
Alphonsus, King of Arragon; The Honourable
History of Friar Bacon and Friar Bungay, G.'s
bedste Drama og et af de bedste i Tiden før
Shakespeare; James the Fourth;
George-a-Gree-ne, the Pinner of Wakefield samt A Looking
Glass for London and England, i hvilket han
arbejdede sammen med Thomas Lodge.
Greenes Dramaer er ofte udgivne, bl.a. af Dyce (London 1831) og senere sammen med Peeles Værker; heri findes en udførlig livsskildring. Friar Bacon and Friar Bungay er udgivet af Ward (London 1892), og endelig er Greenes samlede Værker udgivne af Grosart i 15 bind (London 1881—86).